# Développement psychomoteur

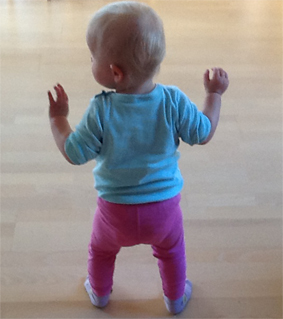
Développement de la marche.

Le développement psychomoteur décrit comment la motricité d'un nouveau-né change et se perfectionne au fil du temps. Le développement psychomoteur décrit la prise de contrôle progressive par l'enfant de son système musculaire au fur et à mesure de la disparition de la motricité primaire (réflexes archaïques), de la maturation du système nerveux central, de la progression de son éveil, et de la répétition de ses expériences motrices. Ce développement moteur est indissociable du développement sensoriel avec lequel il fonctionne en interaction permanente. Par exemple, pour saisir un objet, l'enfant doit coordonner sa vision et sa préhension.
Ces changements ont fait l'objet de recherches importantes en psychologie du développement. Le développement de la motricité implique des interactions importantes entre l'enfant et son environnement. Elle implique également des interactions complexes entre des systèmes physiques et génétiques (en particulier les réflexes) présents à la naissance et le développement sensoriel, émotionnel, social, et cognitif de l'enfant qui est en grande partie appris, ou construit. Le développement psychomoteur s'intéresse à la motricité générale (par exemple, apprendre à marcher) et à la motricité fine (par exemple, tenir une cuiller).
Enfin, les psychomotriciens restent les spécialistes du développement psychomoteur de l'enfant qu'il peut évaluer par son outil clinique qu'est l'examen psychomoteur.

## Principales théories
Le développement moteur ou psychomoteur a été étudié historiquement d'abord en termes de maturation du système nerveux à partir des années 1930, puis dans son aspect cognitif (à partir de 1936 avec la théorie des schèmes de Jean Piaget), puis dans la perspective des interactions avec le développement du système perceptuel dans les années 1970.
Le psychologue Jean Piaget a consacré sa carrière à tenter de comprendre les origines de l'intelligence chez l'enfant. Dans son ouvrage Le développement de l'intelligence chez l'Enfant, publié en 1936, il élabore ses hypothèses liant le développement sensoriel et moteur de l'enfant au développement de sa pensée. Chez les nourrissons, le développement psychomoteur interagit avec la construction de l'intelligence en permettant à l'enfant d'interagir avec son environnement, d'en découvrir les principes de fonctionnement et de les mentaliser. Sa théorie est dite constructiviste. Il a élaboré une théorie en stades, selon laquelle certaines fonctions psychologiques (schèmes) doivent être acquis par l'enfant pour lui permettre de passer à un niveau cognitif ou intellectuel supérieur. Le stade sensori-moteur constitue la première grande étape de ce développement,.
Le psychologue Henri Wallon a mis en évidence les liens entre les interactions motrices et le développement psychologique, y compris émotionnel, du jeune enfant.
Dans les années 1970, les psychologues James Gibson et Eleanor Gibson développent le concept d'affordance qui rend compte du fait que les objets sont perçus en fonction des actions que l'organisme peut appliquer sur lui.
Vers 1995, la psychologue Esther Thelen a développé une approche reposant sur la théorie des systèmes dynamiques, qui vise à comprendre les composantes complexes (génétiques, environnementales, historiques, cognitives, etc.) entrant en jeu dans l'apprentissage de la marche chez les nourrissons. Elle propose que le développement de la motricité ne se fasse pas par stades mais de manière continue, sous des contraintes physiques. Par exemple, le réflexe de la marche ne disparaît pas pour réapparaître lorsque l'enfant le décide. Ce réflexe ne disparaît pas car l'enfant continue de l'exercer quand il est sur le dos ou dans l'eau. Des conditions environnementales (comme la pesanteur et la force musculaire de l'enfant pour porter son poids), inhibent ou favorisent l'acquisition de la marche. La maturation cérébrale de l'enfant joue un rôle sur ses acquisitions, mais ses motivations et les conditions environnementales expliquent le développement de certaines habiletés motrices. Le modèle de Thelen rend compte des raisons pour lesquelles des enfants apprennent à marcher bien plus tôt que d'autres.
L'importance d'un environnement adapté à la motricité libre constitue un pilier fondamental dans le soutien du développement moteur de l'enfant. C'est en ce sens que la pédiatre hongroise Emmi Pikler a apporté une contribution significative à notre compréhension du développement infantile, en mettant l'accent sur l'importance du temps passé sur le ventre, sous une surveillance attentive. Cette pédiatre a mis en avant l’importance de la liberté de mouvement lors du développement du nourrisson, ainsi que l’importance de la position plat ventre sous surveillance active. Cette pratique est cruciale pour le développement des compétences motrices, car elle permet au bébé, initialement, de réaliser des mouvements aléatoires qui, grâce à des opportunités répétées, évoluent vers des gestes plus ciblés et propulseurs, conduisant finalement à la capacité de se déplacer de manière autonome. Cette évolution reflète la transition d'une motricité globale et réflexe vers une motricité volontaire, marquant des étapes clés dans le cheminement vers une autonomie motrice.

## Développement psychomoteur de l’enfant de 0 à 3 ans

### Principes de développement
Le développement moteur est soumis à plusieurs lois, qui s'articulent selon un rythme variable suivant l'enfant et l'environnement.
- Différenciation : L'activité motrice est d'abord globale, puis s'affine, devient de plus en plus élaborée et localisée. Le bébé passe d'une motricité réflexe à une motricité volontaire : réflexe d'agrippement (grasping) à 1-2 mois, préhension au contact d'un objet placé dans sa main à 3-4 mois, préhension volontaire à 5-6 mois.
- Variabilité : La progression est non uniforme et non continue : périodes de progression rapide suivies de stagnations et de possibles régressions. Chaque enfant évolue donc à son rythme (exemple de la marche).
- Succession : Elle comprend la loi de progression céphalo-caudale : le progrès moteur se fait du haut vers le bas du corps, depuis la libération du point d'appui de la tête vers la verticalisation des membres inférieurs. Elle comprend aussi la loi proximo-distale du centre vers l'extérieur : le contrôle des segments proximaux du corps, tels que le tronc et les épaules, intervient avant celui des segments distaux comme la main.

### Développement des capacités posturales et de la marche

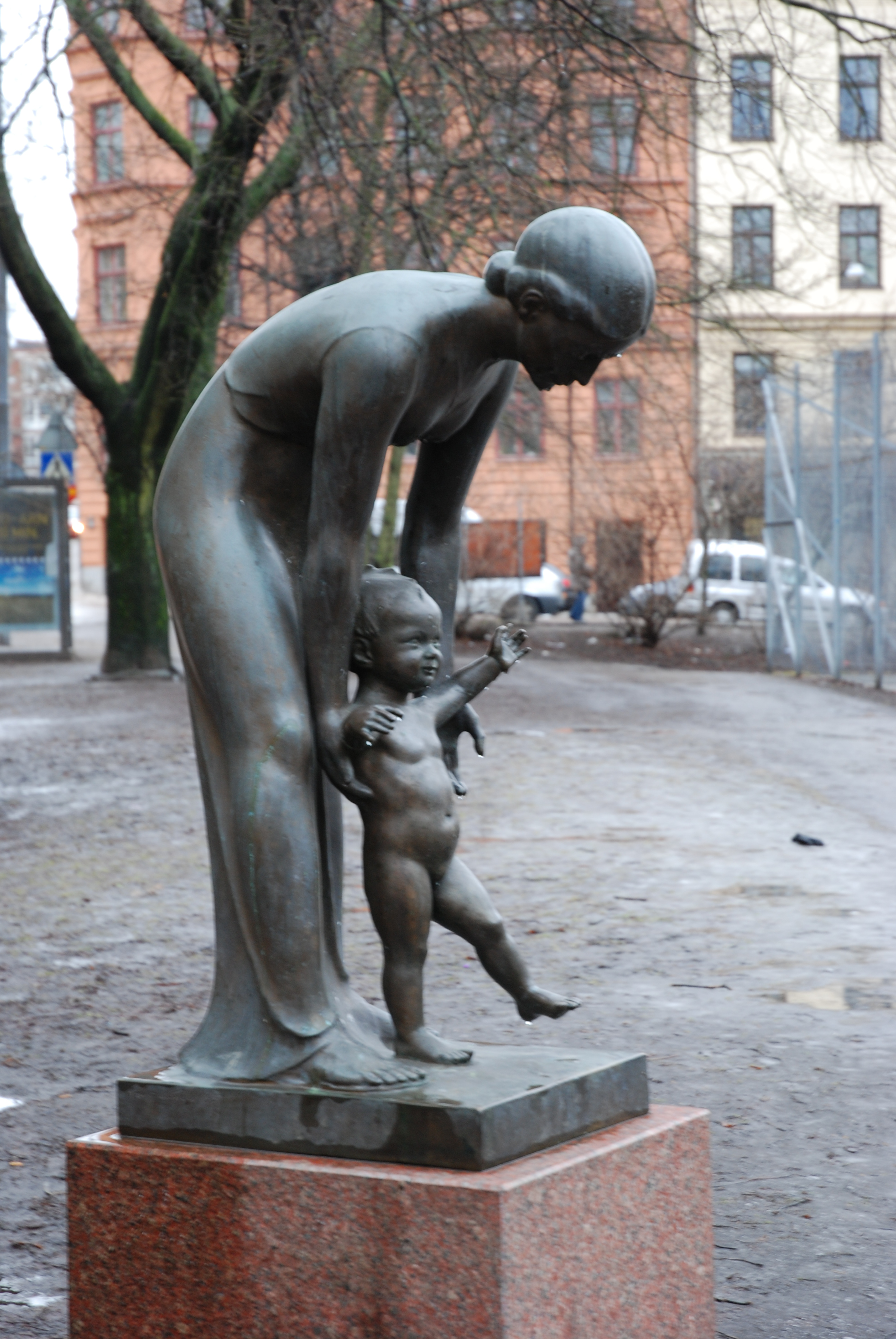
Mère aidant son enfant dans ses premiers pas (statue de Karl Hultstrom).

Les enfants marchent sans l’aide des adultes. Soutenir l’enfant ou lui donner un petit doigt sont des aides possibles psychologiquement mais inutiles physiologiquement.
Durant les deux premiers mois, la tête et le tronc sont mous et les membres hypertoniques (toujours fléchis). Progressivement l'axe du corps se tonifie et bébé peut tenir sa tête droite et son dos ferme vers les 3e-4e mois, et peut vers la même période rouler sur le côté. Vers le 5e-6e mois, il acquiert la capacité de rester assis s'il est tenu.
S’appuyer sur les mains, rouler du dos sur le ventre et vice-versa, faire l'avion sont des étapes indispensables au ramper, qui va initier le déplacement à quatre patte, squi lui-même amènera à la marche. Dans le développement naturel de l’enfant, la station assise n'est pas une étape d’acquisition de la marche.
Celle-ci s’acquiert généralement  avant le 9e mois.
Les premiers pas apparaissent généralement entre 11 et 15 mois, en même temps que la capacité à pousser un objet devant soi. La marche se développe jusqu'au 18e mois. La marche est acquise lorsque l’enfant sait démarrer du sol et y retourner, s'arrêter de lui-même, repartir...
Jusqu'à trois ans, l'enfant la perfectionnera en apprenant à monter un escalier debout ou à sauter sur place, par exemple. Il est à noter que les enfants disposant du quatre pattes auront toute la flexibilité des hanches pour gravir des marches ; la descente représente, elle, un véritable danger.

### Préhension

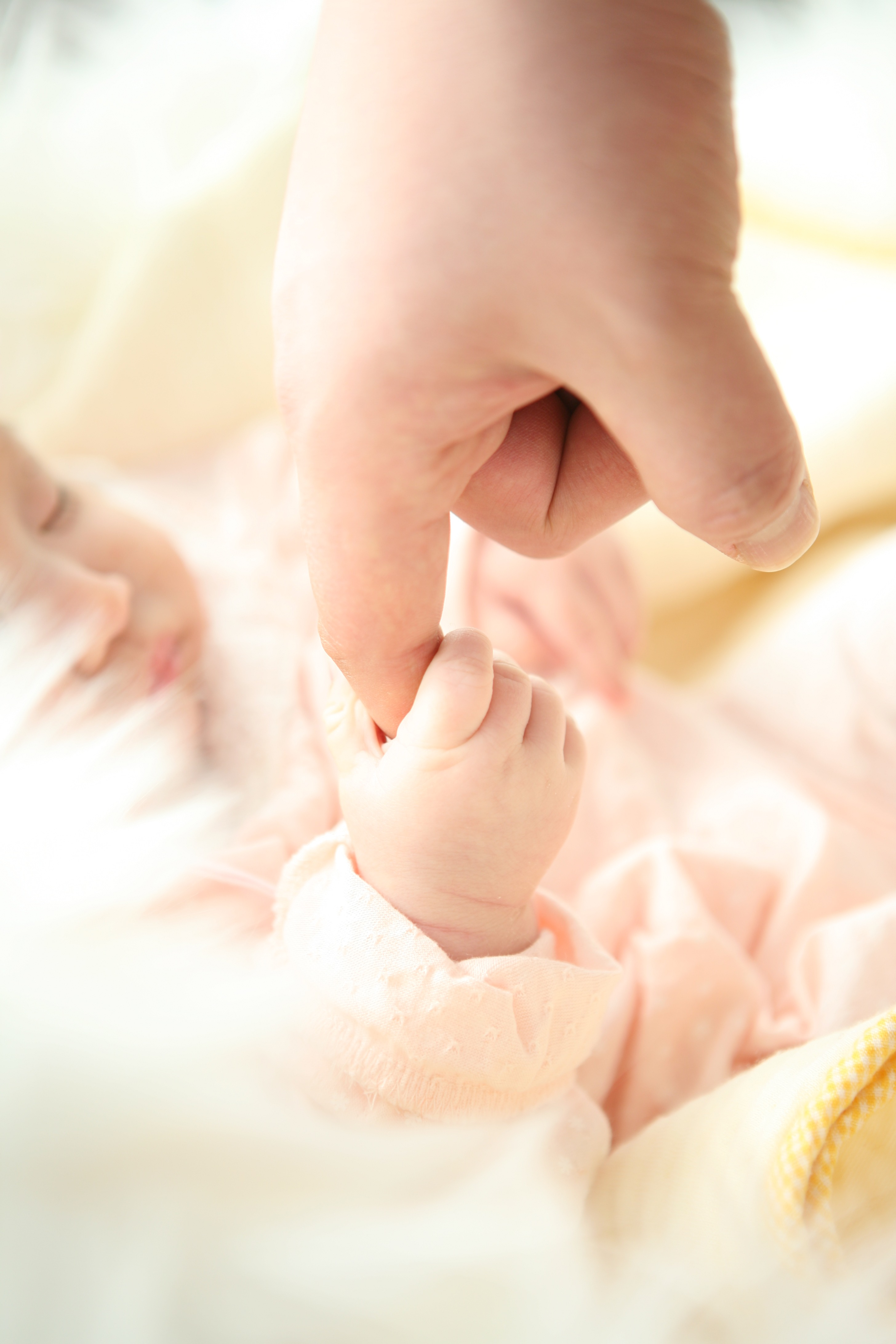
Réflexe d'agrippement de la paume (palm grasp) chez un nouveau-né.

Le nouveau-né possède un réflexe d'agrippement des objets placés dans sa main. Ce réflexe évolue pour lui permettre vers les 3e-4e mois d'attraper un objet placé au contact de sa main. Chez le nourrisson, les mouvements volontaires apparaissent vers le 4e mois (mouvements générés par le cortex),.
La préhension volontaire et prolongée intervient aux 5e-6e mois, ce qui lui permet de porter les objets à sa bouche. La préhension s'affine progressivement. Les 7e-8e mois voient se développer la préhension en pince inférieure (entre le pouce et le petit doigt), la préhension en pince supérieure (entre le pouce et l'index) commençant à se mettre en place vers les 9e-10e mois. Dans le même temps l'enfant acquiert la capacité à relâcher volontairement et à jeter les objets. La pince supérieure se perfectionne vers la fin de la première année.
Les deux années suivantes permettent à l'enfant de maîtriser des gestes de plus en plus précis et complexes, comme reproduire un cercle avec un crayon (entre 3,5 ans et 4 ans).

### Affinement de la coordination
Jusqu'à l'âge de trois ans environ, l'enfant continue de développer sa capacité de se déplacer librement et de manipuler des objets de plus en plus précisément. Les coordinations entre perception et mouvement se développent et en particulier la coordination visuo-motrice. L'enfant développe sa motricité générale ou motricité globale (engageant le corps entier, comme s'asseoir ou courir) et sa motricité fine (le contrôle de la main et des doigts, en particulier la préhension, essentielle dans des tâches comme se nourrir avec une cuiller, dessiner, écrire).

## Développement moteur du jeune enfant
Chez le jeune enfant, les habiletés motrices progressent. La myélinisation du cerveau qui se poursuit permet une amélioration continue de la coordination motrice. Le jeune enfant fait preuve d'une activité motrice très intense qui lui permet d'exercer et de développer sa motricité générale. Il adore jouer, ce qui l'amène à bouger et apprendre de nouvelles compétences motrices (faire du vélo, marcher sur le bord d'un muret, attraper une balle, frapper dans un ballon de football en l'envoyant dans la direction voulue, etc.). Sur le plan de la motricité fine, la latéralité manuelle ou préférence manuelle est en place vers l'âge de trois ans. À cet âge, la plupart des enfants ont une préférence claire pour l'utilisation de la main droite (82 % des individus sont droitiers) ou de la main gauche (gauchers) ; certains ne développent pas de préférence et sont ambidextres.

## Développement moteur de  l'enfant d'âge scolaire et prépubère
L'enfant d'âge scolaire continue d'améliorer ses performances de motricité grâce aux nombreux jeux physiques appris ou improvisés. Les jeux de course et de poursuite, par exemple, sont très populaires chez les enfants partout dans le monde ; ils culminent vers l'âge de six ans et diminuent progressivement vers l'âge de 11 ans. Les performances générales et fines continuent de se développer au cours de la vie, grâce aux apprentissages et entraînements (pratique de sports, d'instruments de musique, etc.). Cependant, selon René Paoletti, le stade final de la maîtrise des comportements moteurs fondamentaux est atteint vers l'âge de 8 ans : les mouvements sont alors coordonnés et fluides.
En effet, les activités sportives jouent un rôle important dans le développement moteur de l'enfant d'âge scolaire. Cependant, il faut également comprendre que les activités culturelles et artistiques ont des apports bénéfiques pour l'enfant. Anne Jonchery et Sophie Biraud dans leur article intitulé "Musées en famille, familles au musée. De l'expérience de visite des familles à des politiques muséales spécifiques", Informations sociales, nous rappellent que les sorties dans les musées sont primordiales pour l'évolution de l'enfant. L'enfant voit de nouvelles choses : peintures, sculptures, expositions adaptées. Il fait travailler ses sens. La sortie au musée en famille permet à l'enfant d'avoir un comportement différent, et d'interagir avec ses parents. L'enfant parle, donne son ressenti. Le dialogue est très important. Les deux auteurs parlent de " coéducation" : la famille est complémentaire.
De plus, l'enfant a besoin d'activités manuelles pour son développement moteur. En effet, par le biais de la création artistique, l'enfant se sent maître de ses propres actions. Il découvre des facultés motrices qu'il peut faire comme découper, colorier, coller, construire. Il utilise ses cinq sens. Comme le dit Christine Salas, psychologue clinicienne, le jeu est très important pour le développement de l'enfant. Elle affirme : " Le JEU permet l’affirmation du JE, on se construit en jouant". 
Ainsi l'enfant a besoin d'activités diversifiées, complémentaires pour son bon développement moteur : activités manuelles, sportives, jeux éducatifs, sorties au musée

## Différences entre garçons et filles
Les différences entre filles et garçons sont de plus en plus prononcées sur le plan moteur à mesure que les enfants grandissent. Vers 6 ans, les filles font preuve d'une plus grande précision de mouvement tandis que les garçons ont de meilleures performances dans les actions moins complexes qui demandent de la force. Les garçons peuvent courir à une vitesse de 5 m/s vers 9 ans, les filles vers 10 ans. Les filles et garçons ont des préférences pour des sports et jeux différents (football, saut à la corde par exemple) qui les amènent à exercer leur motricité et coordination motrice différemment.

## Influence du contexte culturel
Le contexte culturel influence le développement de la motricité chez le nourrisson et le jeune enfant. En Ouganda, la plupart des bébés marchent en moyenne à 10 mois ; cette moyenne est de 12 mois aux États-Unis et 15 mois en France. Chez les Indiens Aches du Paraguay, les bébés commencent à marcher très tard, entre 18 et 20 mois (observations de Kaplan & Dove en 1987).

## Prévention et traitement des troubles
Une connaissance approfondie du développement psychomoteur normal permet au professionnel de s'assurer que les conditions d'un bon développement psychomoteur sont réunies, et de dépister un éventuel retard de développement. Le soignant exerçant auprès d'enfants a donc un rôle d'évaluation et de prévention essentiel :[réf. nécessaire]
- évaluer le développement de l'enfant dans ses différents aspects psychomoteurs et psychoaffectifs : à partir de l'examen neurologique du nouveau-né (présence des réflexes archaïques : succion, points cardinaux, agrippement, marche automatique, Moro, extension croisée ; tonus), et à toutes les étapes du développement ;
- assurer le recueil de données, par l'observation de l'enfant, en vue d'évaluer la qualité de la prise en charge au regard des besoins fondamentaux propres à cette période de la vie ;
- dépister de manière précoce toutes les anomalies susceptibles d'entraver le développement de l'enfant : par exemple il est utile de savoir qu'un enfant sourd ne babille pas au 5e-6e mois ; de même une hypotonie, une somnolence, un manque de réactivité peuvent indiquer des troubles du sommeil ;
- mener des actions de prévention et de promotion de la santé en faveur des enfants afin de réduire les facteurs de risques liés à une inadaptation de l'environnement de l'enfant ; assurer une information et une éducation des parents.